# Cosmos XXI - Întâmplări dintr-un univers al păcii
Cosmos XXI - Întâmplări dintr-un univers al păcii sau Cosmos XXI: întîmplări dintr-un univers al păcii este o antologie de povestiri științifico-fantastice publicată la Editura Politică în 1987. Antologia a fost editată de Alexandru Mironov și George Veniamin.

## Cuprins
- „Un loc la balcon” de Gérard Klein (traducere a „Une place au balcon”, 1955)
- „Un vis apocaliptic” de H. G. Wells (traducere a „A Dream of Armageddon”, 1901)

Într-o serie de vise, un om contemporan prevede izbucnirea unui viitor război bazat în mare parte pe lupte cu avioane.
- „O falie în timp” de Mircea Opriță
- „Sărmanul stăpîn al lumii” de Alexandru Mironov
- „Și, totuși, civilizația” eseu de Alexandru Mironov
- „Umbra tigrului” de Mihail Grămescu
- „Casandra” de C. J. Cherryh (traducere a „Cassandra”, 1978)

Povestire inspirată de prezicătoarea Casandra din mitologia greacă. Crazy Alis este o femeie care trăiește într-un oraș sfâșiat de război vede viitorul suprapus prezentului oriunde ar privi. Alis vede cum își părăsește apartamentul în flăcări în fiecare dimineață și se îndreaptă spre cafeneaua bombardată, trecând pete cadavre carbonizate. Știe că așa se va întâmpla, dar nu poate face nimic în acest sens. Când bombele vin și focul înghite orașul, previziunea ei o salvează, dar cu ce cost? A primit Premiul Hugo pentru cea mai bună povestire în 1979.
- „Războiul s-a încheiat!” de Algis Budrys (traducere a „The War Is Over”, 1957)
- „Impact” de Viorel Pîrligras
- „Adăpost” de Mircea Liviu Goga
- „Kit” de George Lazăr
- „Aici suntem foarte fericiți!” de Joe Haldeman (traducere a „We Are Very Happy Here”, 1973)
- „"NU"” de Iuri Glazkov (Юрий Глазков)
- „Echilibrul” de George Ceaușu
- „Hibernatus” de Ovidiu Hurduzeu
- „Cine poate înlocui un om?” de Brian W. Aldiss (traducere a „Who Can Replace a Man?”, 1958)

După dispariția aparentă a omului, un grup de roboți de teren pun sub semnul întrebării scopul lor și iau în considerare să se aventureze mai departe spre oraș.
- „Ziua învingătorului” de Dănuț Ungureanu
- „Lecția de istorie” de Arthur C. Clarke (traducere a „History Lesson”, 1949)
- „Imposibilul probabil” de Cristian Tudor Popescu
- „Lumea pe care ți-o dorește inima” de Robert Sheckley (traducere a „The Store of the Worlds”, 1959)
- „Răscoala” de Ovidiu Bufnilă
- „Picnicul de un milion de ani” de Ray Bradbury (traducere a „The Million Year Picnic”, 1946)

O familie pune mâna pe o rachetă pe care guvernul a dorit să o folosească în războiul nuclear și părăsește Pământul pentru un "picnic" pe Marte. Familia alege un oraș în care se stabilește și distruge racheta, pentru a împiedica o revenire ulterioară pe Pământ, după care dă foc chitanțelor și altor documente guvernamentale, pentru a distruge un mod de viață eronat. Ultimul lucru ars este o hartă a Pământului, lucru urmat de admirarea marțienilor - propria lor reflecție în apă.